# Soleirolia soleirolii
Soleirolia soleirolii là loài thực vật có hoa trong họ Tầm ma. Loài này được (Req.) Dandy miêu tả khoa học đầu tiên năm 1965.